# Portugalia na Zimowych Igrzyskach Olimpijskich 2010

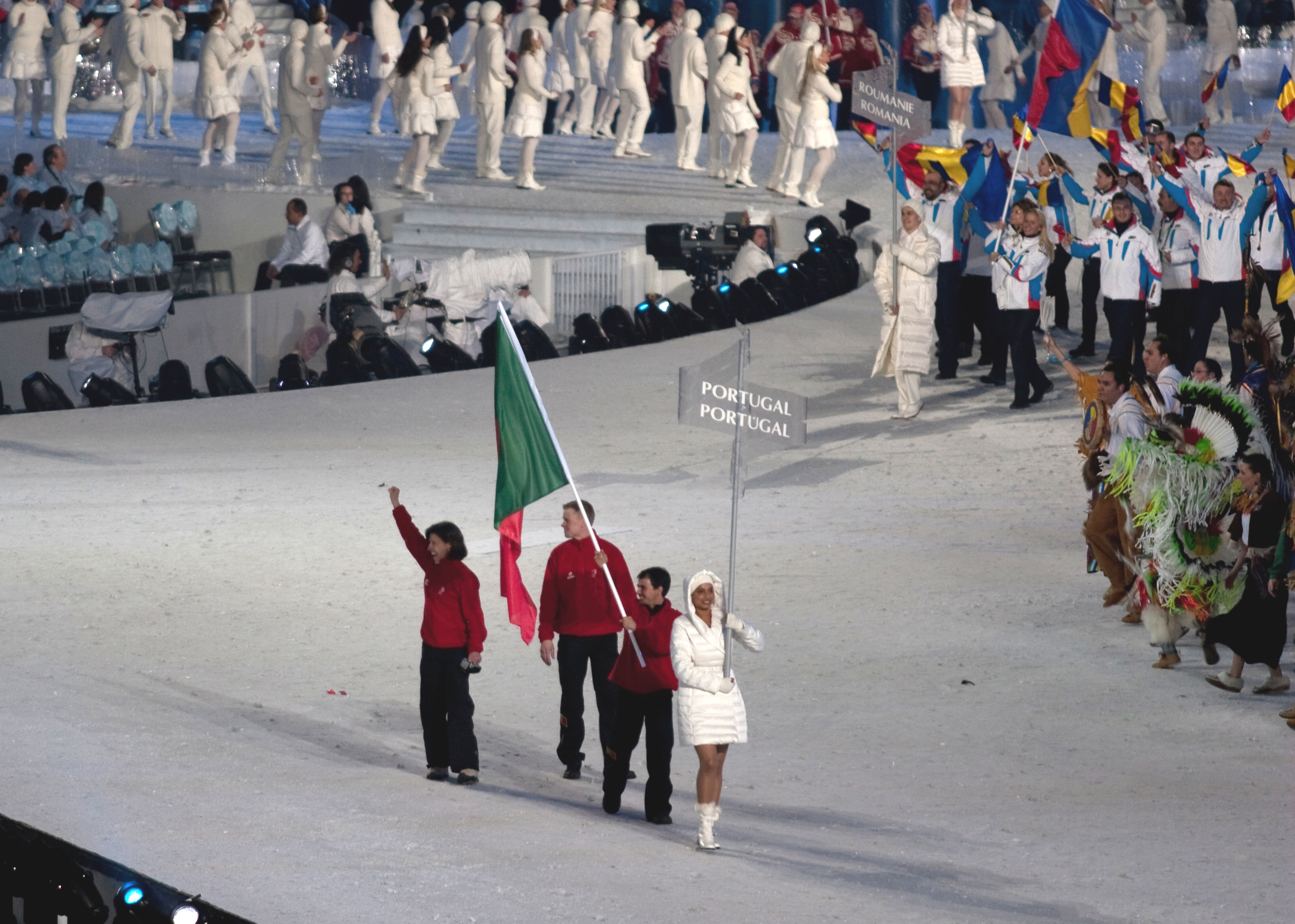
Reprezentacja Portugalii podczas ceremonii otwarcia igrzysk olimpijskich

Portugalię na Zimowych Igrzyskach Olimpijskich 2010 reprezentował jeden zawodnik.

## Biegi narciarskie
| Zawodnik    | Konkurencja   | wynik   | pozycja | Źródło |
| ----------- | ------------- | ------- | ------- | ------ |
| Danny Silva | Bieg na 15 km | 49:31,4 | 95.     | [ 1 ]  |